# Ruinen
Ruinen – wieś w Holandii, w prowincji Drenthe, w gminie De Wolden. Do 1988 r. była odrębną gminą.
W miejscowości zlokalizowany jest wiatrak holenderski, De Zaandplatte, zbudowany w 1964 r. Pierwszy wiatrak (koźlak) został w 1673 r. zniszczony przez żołnierzy. Kolejny wiatrak został zbudowany w 1866 r. dla rodziny Van Holthe. W 1964 r. odbudowano go i zagospodarowano jako dom wypoczynkowy, jednak jego stan nieustannie się pogarszał. Dlatego w 1995 r. przystąpiono do renowacji zabytku, która zakończyła się jego otwarciem 6 września 1996 r. Wiatrak położony jest na kopcu o wysokości ok. 1,8 m, a jego śmigła, mające 21,7 m rozpiętości, sięgają niemalże do ziemi.

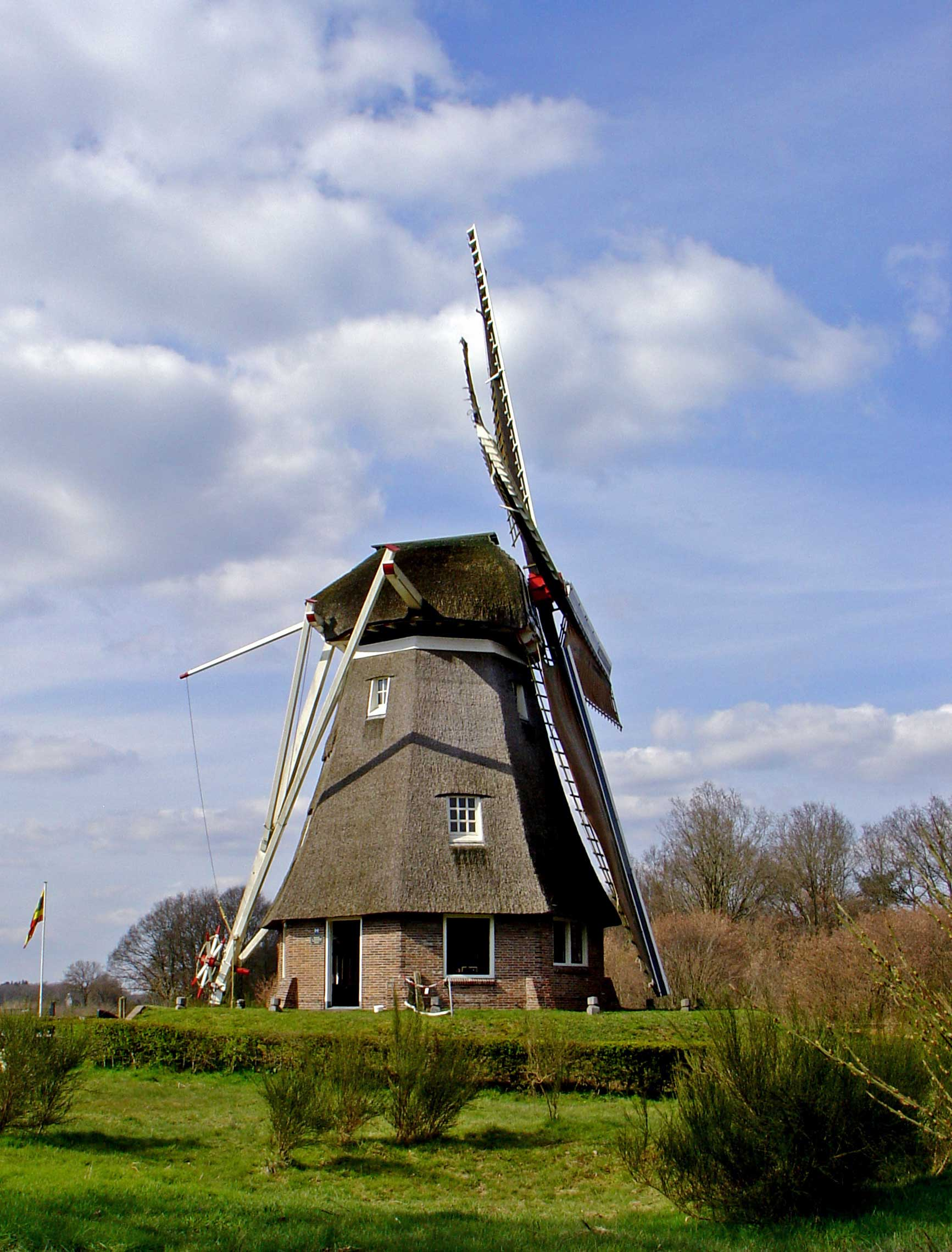
Wiatrak De Zaandplatte